# Ernst Raadts
Ernst Raadts (* 31. Juli 1901 in Serfenyösziget in Ungarn; † 18. September 1974 in Geiselbullach) war ein deutscher Kommunalpolitiker (BP).

## Werdegang
Raadts Familie stammte aus Ungarn und war 1918 von dort geflüchtet. Ernst Raadts war Diplom-Landwirt und wandelte das Schlossgut Geiselbullach in ein Mustergut um. Nach Rücktritt von Hans Wachter (CSU) wurde er am 13. März 1947 zum Landrat des Landkreises Fürstenfeldbruck gewählt. Nach einem Misstrauensantrag trat er am 2. Dezember 1947 von seinem Amt zurück. Am 1. Juni 1948 wurde er erneut zum Landrat gewählt und zwei Mal, 1952 und 1958, in seinem Amt bestätigt. Er setzte sich besonders für die Unterschutzstellung des Graßlfinger Mooses ein.

## Ehrungen
- 1967: Ehrenbürger der Gemeinde Geiselbullach
- Benennung eines Weges in Graßlfing